# Gertruda z Meran

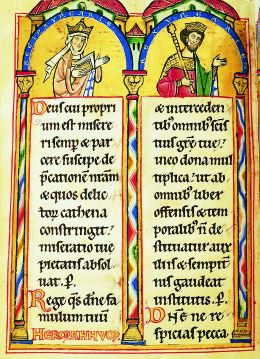
Andrzej II z królową Gertrudą z Meran

Gertruda z Andechs-Meran, węg. Merániai Gertrúd, niem. Gertrud von Andechs-Meran (ur. 1185, zm. 24 września 1213) – córka Bertolda IV (III) – hrabiego Bawarii i księcia Meranii (Istrii i części Dalmacji). Królowa Węgier jako pierwsza żona Andrzeja II.

## Życiorys
Miała czterech braci i trzy siostry (w tym Agnieszkę – żonę Filipa II Augusta i św. Jadwigę – żonę Henryka I – księcia śląskiego, w 1267 kanonizowaną). Była znana ze swojej urody. Poślubiła Andrzeja II przed 1203. Miała z nim pięcioro dzieci:
- Marię (1204–1237),
- Belę IV (1206–1270), następcę Andrzeja,
- Elżbietę (1207–1231), świętą, żonę Ludwika – landgrafa Turyngii,
- Kolomana (1208–1241),
- Andrzeja (zm. 1234).

Gertruda została zamordowana w 1213 przez kilku węgierskich szlachciców, którzy byli zazdrośni o wpływy jej kuzynów na dworze królewskim. Ze względu na sytuację polityczną Andrzej nie odważył się ukarać morderców. Dopiero syn Gertrudy – Bela IV, po wstąpieniu na tron, pomścił śmierć matki. 
Gertruda jest główną bohaterką opery Ferenca Erkela pt. Bánk bán.
| 4. Berthold I von Istria   |  |                           |  |  |                     |
|                            |  | 2. Bertold IV             |  |  |                     |
| 5. Hedwige von Wittelsbach |  |                           |  |  |                     |
|                            |  |                           |  |  | 1. Gertruda z Meran |
| 6. Dedo V von Wettin       |  |                           |  |  |                     |
|                            |  | 3. Agnieszka von Rochlitz |  |  |                     |
| 7. Matylda von Heinsberg   |  |                           |  |  |                     |
|                            |  |                           |  |  |                     |